# Songs for the Deaf
Songs for the Deaf ist das dritte Studioalbum der US-amerikanischen Rockband Queens of the Stone Age, das im August 2002 erschien.

## Entstehung und Veröffentlichung
Die Erstveröffentlichung von Songs for the Deaf erfolgte am 26. August 2002 bei Interscope Records. Das Album erschien in seiner Originalausführung als CD mit 15 Titeln (Katalognummer: 493 436-2). Am 22. November 2019 erschien das Album erstmals als LP-Ausführung (Katalognummer: 00602508108587).
Geschrieben wurden die Lieder von den drei Queens-of-the-Stone-Age-Mitgliedern Josh Homme, Mark Lanegan und Nick Oliveri, in verschiedenen Zusammensetzungen. Bei You Think I Ain’t Worth a Dollar, But I Feel Like a Millionaire erhielt Homme Unterstützung durch Koautor Mario Lalli, bei Hangin’ Tree durch Alain Johannes. Der Abschlusstitel Everybody’s Gonna Be Happy ist eine Coverversion des Originals der Kinks von 1965.

## Inhalt
Songs for the Deaf ist ein Konzeptalbum, das den Zuhörer auf eine Fahrt von Los Angeles in die Mojave-Wüste mitnimmt. So sind beispielsweise zwischen den Titeln Einspieler von lokalen Radiosendern zu hören, die auf dieser Route liegen. Das Konzept spiegelt sich auch im Artwork wider; so befindet sich im entfalteten Booklet des Covers ein Bild vom Innenraum eines Autos.

## Titelliste
1. You Think I Ain’t Worth a Dollar, But I Feel Like a Millionaire (Josh Homme, Mario Lalli) – 3:12
2. No One Knows (Homme, Mark Lanegan) – 4:38
3. First It Giveth (Homme, Nick Oliveri) – 3:18
4. A Song for the Dead (Homme, Lanegan) – 5:52
5. The Sky Is Fallin’ (Homme, Oliveri) – 6:15
6. Six Shooter (Homme, Oliveri) – 1:19
7. Hangin’ Tree (Homme, Alain Johannes, Lanegan) – 3:06
8. Go with the Flow (Homme, Oliveri) – 3:09
9. Gonna Leave You (Homme, Oliveri) – 2:50
10. Do It Again (Homme, Oliveri) – 4:04
11. God Is in the Radio (Homme, Lanegan, Oliveri) – 6:04
12. Another Love Song (Homme, Oliveri) – 3:16
13. A Song for the Deaf (Homme, Lanegan, Oliveri) – 6:42
14. Mosquito Song (Homme, Oliveri) – 5:37
15. Everybody’s Gonna Be Happy (Ray Davies) – 2:36

- Das Album enthält vor dem ersten Lied den Hidden Track The Real Song for the Deaf, der nicht auf dem Albumcover erwähnt wird.

## Mitwirkende
Neben den vier Hauptakteuren Josh Homme, Nick Oliveri, Mark Lanegan und Dave Grohl wirken zahlreiche Gastmusiker auf dem Album mit, entweder bei den Liedern selbst oder als Radio-DJ.

### Musiker
- Alain Johannes – verschiedene Instrumente auf Another Love Song, Mosquito Song, First It Giveth, Hanging Tree und Six Shooter
- Natasha Shneider – verschiedene Instrumente auf Another Love Song, Mosquito Song und Six Shooter
- Gene Trautmann – Schlagzeug auf You Think I Ain’t Worth a Dollar, But I Feel Like a Millionaire und Go with the Flow
- Dean Ween – Gitarre auf Six Shooter, Gonna Leave You, und Mosquito Song
- Brendon McNichol – Lap-Steel auf Go with the Flow
- Chris Goss – Gitarre, Keyboard, Hintergrundgesang auf The Sky Is Fallin’ und Do It Again
- Paz Lenchantin – Streicher auf Mosquito Song
- Ana Lenchantin – Streicher auf Mosquito Song
- Molly McGuire – Akkordeon auf Mosquito Song
- John Gove – Hörner auf Mosquito Song
- Kevin Porter – Hörner auf Mosquito Song
- Brad Kintscher – Hörner auf Mosquito Song

### Radio-DJs
- Alain Johannes
- Blag Dahlia
- C-Minus
- Dave Catching
- Casey Chaos
- Chris Goss
- Jeordie White
- Natasha Shneider

## Singleauskopplungen
| Jahr | Titel            | Höchstplatzierung, Gesamtwochen, AuszeichnungChartplatzierungen (Jahr, Titel, , Platzierungen, Wochen, Auszeichnungen, Anmerkungen) | Höchstplatzierung, Gesamtwochen, AuszeichnungChartplatzierungen (Jahr, Titel, , Platzierungen, Wochen, Auszeichnungen, Anmerkungen) | Anmerkungen                             |
| Jahr | Titel            | UK | US | Anmerkungen                             |
| ---- | ---------------- | --- | --- | --------------------------------------- |
| 2002 | No One Knows     | UK15 Platin · (8 Wo.)UK | US51 (20 Wo.)US | Erstveröffentlichung: 26. November 2002 |
| 2003 | Go with the Flow | UK21 Gold · (6 Wo.)UK | — | Erstveröffentlichung: 7. April 2003     |
| 2003 | First It Giveth  | UK33 (4 Wo.)UK | — | Erstveröffentlichung: 18. August 2003   |

## Rezensionen
laut.de bewertete das Album mit voller Punktzahl und konstatierte: „Ein Meisterwerk modernen Adrenalin-Rocks.“. Auch Plattentests.de gab dem Album mit zehn von zehn Punkten volle Punktzahl. Eine weitere positive Rezension vergab Allmusic mit fünf von fünf Punkten.
Des Weiteren erreichte Songs for the Deaf bei einer Leserumfrage der deutschen Zeitschrift Visions, in der die 150 Alben für die Ewigkeit gesucht wurden, den zweiten Platz hinter Nevermind von Nirvana.

## Kommerzieller Erfolg

### Chartplatzierungen
| ChartsChartplatzierungen       | Höchstplatzierung | Wochen |
| ------------------------------ | ----------------- | ------ |
| Deutschland (GfK)              | 9 (12 Wo.)        | 12     |
| Österreich (Ö3)                | 19 (10 Wo.)       | 10     |
| Schweiz (IFPI)                 | 20 (12 Wo.)       | 12     |
| Vereinigte Staaten (Billboard) | 17 (51 Wo.)       | 51     |
| Vereinigtes Königreich (OCC)   | 4 (39 Wo.)        | 39     |

| ChartsJahrescharts (2002)    | Platzierung |
| ---------------------------- | ----------- |
| Vereinigtes Königreich (OCC) | 92          |

| ChartsJahrescharts (2003)      | Platzierung |
| ------------------------------ | ----------- |
| Vereinigte Staaten (Billboard) | 120         |

### Auszeichnungen für Musikverkäufe
| Land/Region                  | Auszeichnungen für Musikverkäufe (Land/Region, Auszeichnung, Verkäufe) | Verkäufe  |
| ---------------------------- | ---------------------------------------------------------------------- | --------- |
| Australien (ARIA)            | Platin                                                                 | 70.000    |
| Belgien (BRMA)               | Platin                                                                 | (50.000)  |
| Deutschland (BVMI)           | Gold                                                                   | (150.000) |
| Europa (IFPI)                | Platin                                                                 | 1.000.000 |
| Italien (FIMI)               | Gold                                                                   | (25.000)  |
| Kanada (MC)                  | Platin                                                                 | 100.000   |
| Neuseeland (RMNZ)            | Platin                                                                 | 15.000    |
| Norwegen (IFPI)              | Platin                                                                 | (40.000)  |
| Vereinigte Staaten (RIAA)    | Gold                                                                   | 500.000   |
| Vereinigtes Königreich (BPI) | 2× Platin                                                              | (600.000) |
| Insgesamt                    | 3× Gold · 8× Platin ·                                                  | 1.685.000 |